# Chōonpu
Das Chōonpu (jap. 長音符, „Langtonzeichen“) ist ein japanisches Schriftzeichen, das als Dehnungszeichen verwendet wird, um einen Langvokal anzuzeigen. Es wird in erster Linie bei in Katakana geschriebenen Wörtern verwendet.
In horizontaler Schreibweise (yokogaki) ähnelt es einem horizontalen Geviertstrich (―), in vertikaler Schreibung (tategaki) ist der Strich vertikal. Allerdings hat das Chōonpu bei Minchō-Schrifttypen mit ihren Serifen einen Anstrich und liegt teilweise auch etwas höher als der Geviertstrich lateinischer Schriftsätze:
| Chōonpu      | Geviertstrich |
| ohne Serifen | ohne Serifen  |
| ------------ | ------------- |
| ー           | ―             |
| mit Serifen  |               |
| ー           | ―             |

Den japanischen Orthografieregeln nach wird das Chōonpu nur in Verbindung mit Katakana gebraucht. In der Hiragana-Schreibung wird üblicherweise kein Längungsstrich gesetzt, sondern ein zweiter Vokal eingefügt. Allerdings finden sich des Öfteren z. B. Ramen-Restaurants mit der Beschilderung らーめん (rāmen) in Hiragana mit Chōonpu. Auch Giongo und Gitaigo werden mitunter in Hiragana mit Chōonpu wiedergegeben.
Oft, unter anderem in der Hepburn-Transkription, wird der verlängerte Vokal mit einem Makron (¯) wiedergegeben. Andere Transkriptionen (etwa das Nippon-System oder JSL) verdoppeln den Vokal (zum Beispiel raamen statt rāmen) oder unterschlagen die Vokallänge (ramen).
Im JIS-Zeichensatz des Japan Industrial Standard liegt das Chōonpu an Position 213C, in Unicode findet es sich als Codepunkt U+30FC.
In umgangssprachlichen Texten wird auch ein tildenartiger Geviertstrich (〜), der Nami dasshu (波ダッシュ, „Wellen-Dash“), verwendet, der auch für eine in einem humorvollen, singsangartigen Tonfall gesprochene Vokallängung steht.